# Idlewild & Soak Zone
Idlewild & Soak Zone, communément appelé Idlewild Park ou Idlewild, est parc d'attractions familial situé près de Ligonier, en Pennsylvanie, le long de l'U.S. Route 30.
Fondé en 1878 comme terrain de camping, Idlewild est le plus vieux parc d'attractions de Pennsylvanie. Le parc a été créé par la famille Mellon en 1878, et est restée familiale durant plus de 100 ans. Son expansion principale a eu lieu dans la première moitié du XXe siècle avec l'ajout de manèges emblématiques comme ceux de la Philadelphia Toboggan Company en 1938.
Le parc fut racheté par Kennywood Entertainment en 1983. Le 11 décembre 2007, Kennywood Entertainement annonça son projet de vendre le parc au groupe espagnol Parques Reunidos. Cette vente eu lieu en 2008 et le parc fut exploité par Palace Entertainment, la filiale américaine de Parques Reunidos.

## Histoire
Le 1er mai 1878, William Darlington donna à Thomas Mellon, propriétaire de la Ligonier Valley Railroad, le droit et le privilège d'occuper son terrain pour y créer une aire de pique-nique et un lieu de détente. Le projet initial incluait un lac artificiel pour y développer la pêche et y faire des promenades en bateau. Avec une gare à proximité du site, les visiteurs arrivaient facilement de Pittsburgh et de ses alentours.
En 1931, le fils de Judge Mellon, Richard B. Mellon, le frère d'Andrew Mellon et C.C. MacDonald travaillèrent ensemble pour développer le parc. Ils y ajoutèrent des pavillons des boutiques et plusieurs attractions dont la plupart fonctionnent toujours, dont un carrousel de la Philadelphia Toboggan Company. La famille MacDonald racheta le parc à la famille Mellon en 1951. La Ligonier Valley Railroad ferma en 1952 et comme cette ligne était un facteur important de la réussite et du développement du parc, sa disparition fut ressentie par le parc. Malgré tout, le parc continua de se développer et se vit ajouté la Story Book Forest en 1956.
Kennywood Park Corporation racheta le parc en 1983. Avec la popularité grandissante des parcs aquatiques, la zone H2O fut ajoutée en 1985. En 2001, le parc ouvre un vrai parc aquatique (Soak Zone) et se renomme officiellement "Idlewild & Soak Zone".

## Le parc d'attractions
Le parc est composé de différentes zones thématiques :
- Olde Idlewild
- Hootin' Holler
- Soak Zone (Le parc aquatique)
- Jumpin' Jungle

### Les Montagnes russes
| Nom de l'attraction | Type                     | Constructeur                  | Année d'ouverture |
| ------------------- | ------------------------ | ----------------------------- | ----------------- |
| Rollo Coaster       | Montagnes russes en bois | Philadelphia Toboggan Company | 1938              |
| Wild Mouse          | Wild Mouse               | Vekoma                        | 1993              |

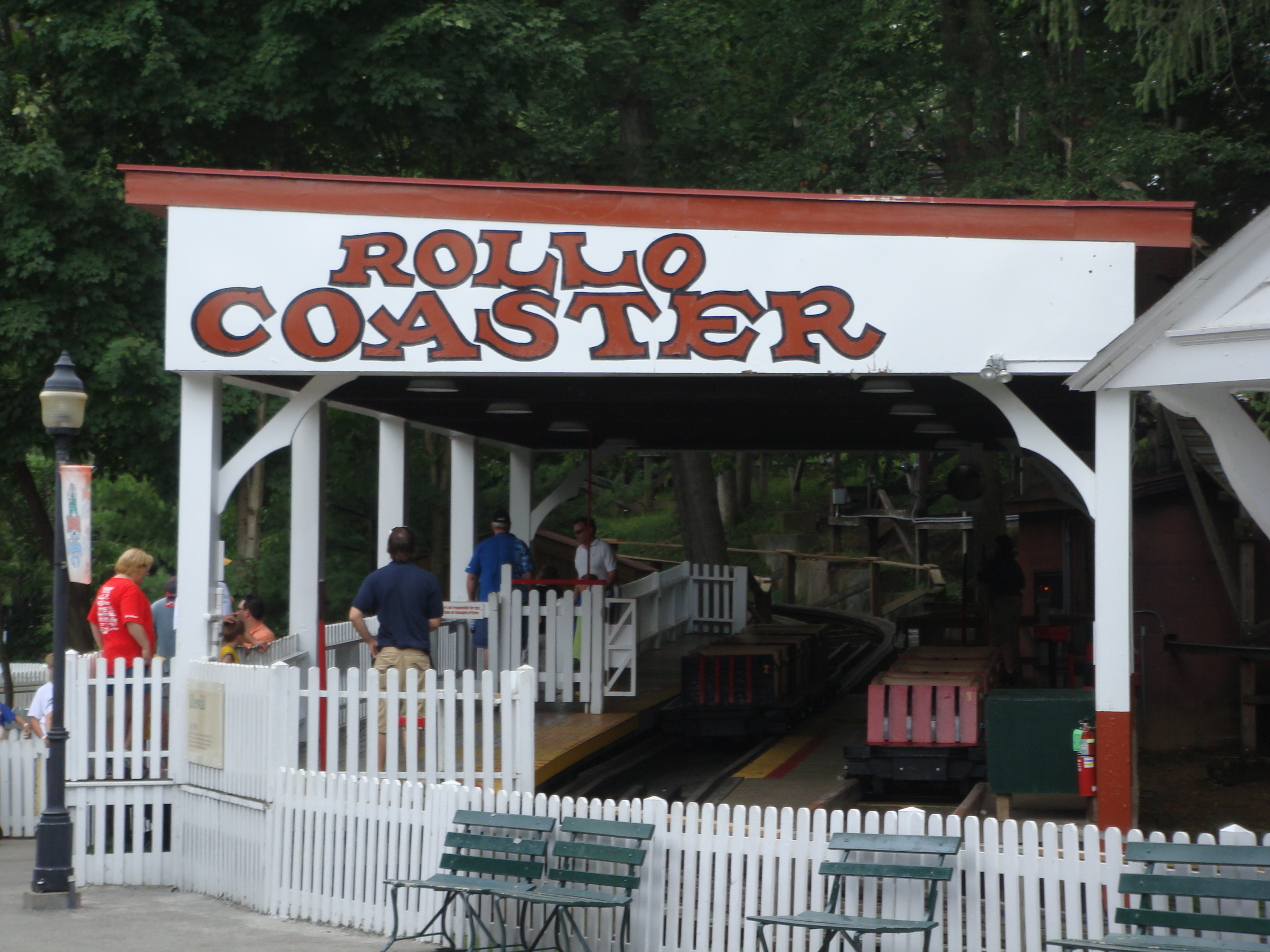
Rollo Coaster
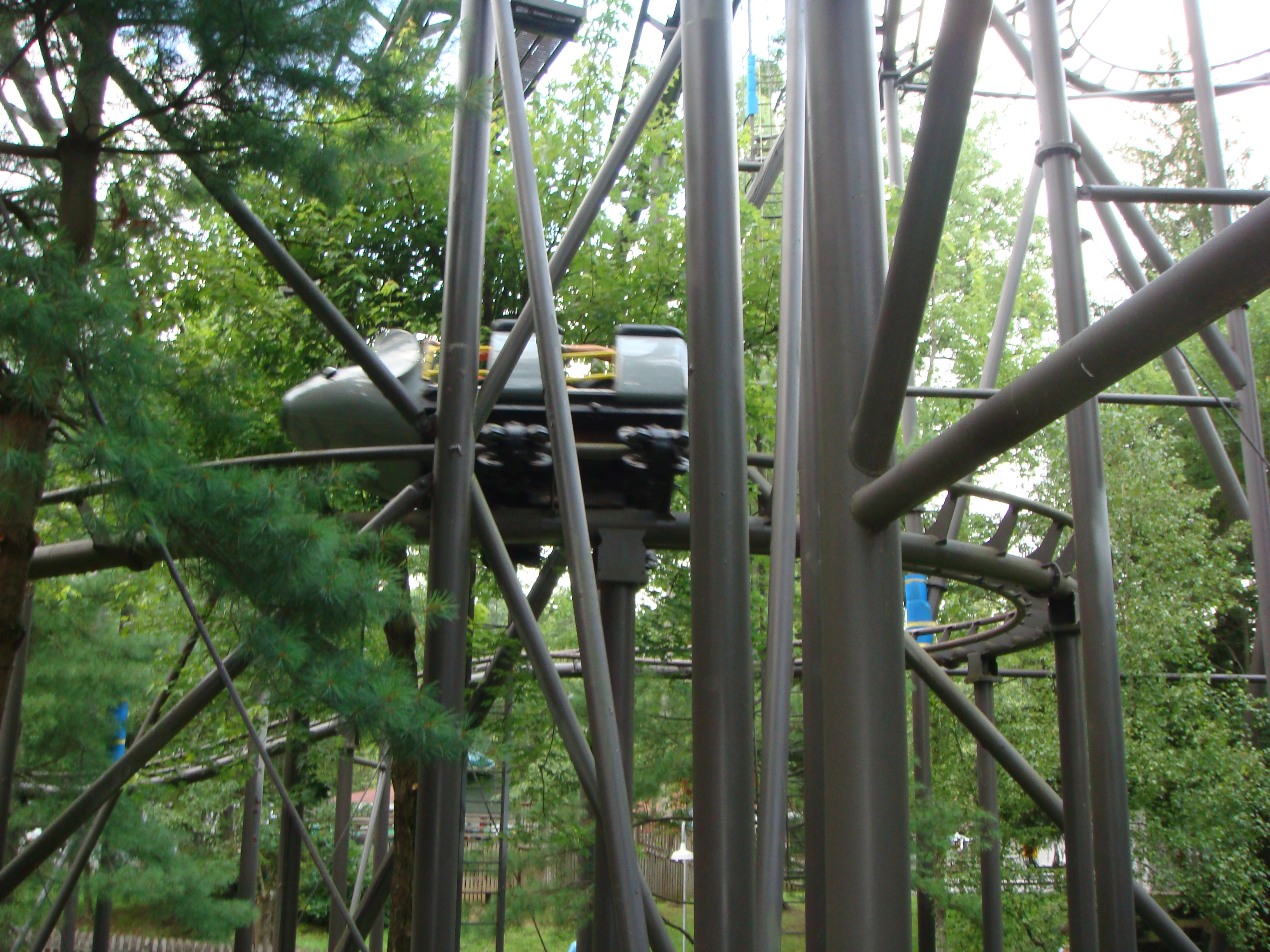
Wild Mouse

### Les attractions aquatiques
- Captain Kidd's Adventure Galley (2006)
- Hydro Racers
- Hydro Soakers
- Little Squirts
- Pipeline Plunge
- Rafter's Run
- Serpentine Slides
- Shotgun Slides
- Speed Slides
- Swimming Pool
- Tipping Bucket
- Tipping Cones
- Paul Bunyan's Loggin' Toboggan - Bûches (2005)

### Autres attractions

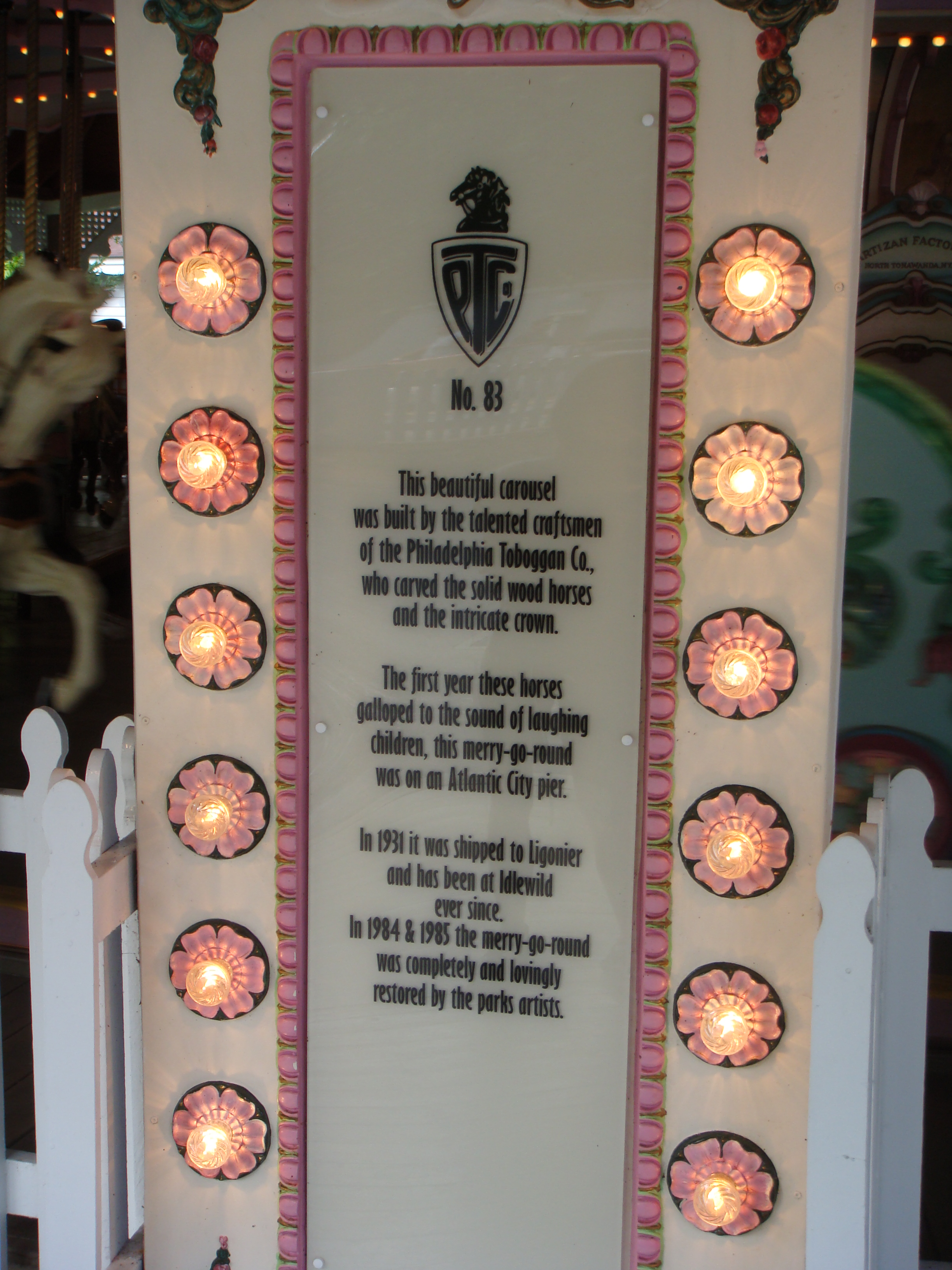
Plaque sur le Merry-Go-Round.

- Balloon Race - Balloon Race de Zamperla
- Caterpillar - (1947)
- Ferris Wheel - Grande roue
- Flying Aces - Flying Scooters (2007)
- Merry-Go-Round (Situé dans un premier temps à Atlantic City pier, le carrousel a été construit par la Philadelphia Toboggan Company en 1931)
- Paratrooper - Paratrooper
- Scrambler - Scrambler
- Skooters - Autos tamponneuses (1931)
- Spider - Pieuvre (attraction)|Pieuvre
- Super Round-Up - Round-Up
- Tilt-A-Whirl - Tilt-A-Whirl
- Whip - The Whip (1939)
- Confusion Hill - Palais du Rire
- Dizzy Lizzy's
- Howler - (2004)
- Loyalhanna Limited Railroad - Train original de C.P. Huntington
- Story Book Forest (1956)
- Mister Rogers Neighborhood of Make-Believe (basé sur la populaire émission télévisée de Fred Rogers)

## Récompenses
Le parc a été récompensé par Amusement Today d'un Golden Ticket Awards en tant que second meilleur parc pour enfant en 2004, 2005, 2006 et 2007.